# Wiesława Mazurkiewicz
Wiesława Mazurkiewicz-Lutkiewicz (sinh ngày 25 tháng 3 năm 1926 tại Łódź) là một diễn viên người Ba Lan.

## Tiểu sử
Wiesława Mazurkiewicz tốt nghiệp Trường Điện ảnh Quốc gia ở Łódź vào năm 1952. Bà diễn xuất trên sân khấu của nhiều nhà hát ở Łódź, Kraków, và Warsaw.
Ngoài sự nghiệp diễn xuất trên sân khấu, Wiesława Mazurkiewicz còn là gương mặt quen thuộc trên màn ảnh. Trong đó, bộ phim nổi bật nhất mà Wiesława Mazurkiewicz đóng vai chính là The Deluge (1974) do Jerzy Hoffman làm đạo diễn.
Năm 2016, Wiesława Mazurkiewicz được Bộ Văn hóa và Di sản Quốc gia (Ba Lan) trao tặng Huy chương bạc Huy chương Công trạng về văn hóa - Gloria Artis.

## Thành tích nghệ thuật
- Godzina pąsowej róży (1963) - Wanda
- Pharaoh (1966) - Nữ hoàng Nikotris, mẹ của Ramses XIII
- Hydrozagadka (1970)
- The Deluge (1974) - Dì Kulwiecówna
- Interrogation (1982)
- Woman in a Hat (1985) - Mẹ của Ewa
- Pięć kobiet na tle morza (1986) -  Nữ bá tước Aleksandra Dunin-Borkowska
- Gorzka miłość (1989) - Marta Powiłańska, mẹ của Hanna
- Conversation with a Cupboard Man (1993)
- To nie tak jak myślisz, kotku (2008) - Waleria